# Bohučovice
Bohučovice (německy Bohutschowitz) je vesnice a katastrální území patřící k městu Hradec nad Moravicí, od kterého je vzdálena 2 km východním směrem. Ve vsi žije přes 400 obyvatel. Funguje zde mateřská škola, dobrovolní hasiči a občanské sdružení Šance 2011. Nadmořská výška je 373 m n. m.

## Historie
První písemná zmínka pochází z roku 1413.

## Pamětihodnosti
- Kaple, ve které se našly mince a pohlednice z roku cca 1920
- V okolí pozůstatky po nedostavěně železniční trati mezi Hradcem nad Moravicí a Fulnekem
- Kamenolom nacházející se asi 1 km JJV od vsi, v němž se těží sedimenty hradecko-kyjovického souvrství